# Shelter (film 2007)
Shelter – amerykański dramat filmowy z 2007 roku, wyreżyserowany przez Jonaha Markowitza do własnego scenariusza. Film był pełnometrażowym debiutem reżyserskim Markowitza.

## Obsada
- Trevor Wright – Zach
- Brad Rowe – Shaun
- Tina Holmes – Jeanne
- Jackson Wurth – Cody
- Katie Walder – Tori
- Matt Bushell – Alan
- Ross Thomas – Gabe
- Albert Reed – Billy
- Joy Gohring – Ellen
- Don Margolin – ojciec John
- Alejandro Patino – Moe
- Caitlin Crosby – Shari
- Alicia Sixtos – Amber
- Tarek Zohdy – przyjaciel Gabe’a
- Robbi Chong – recepcjonistka
- Dominic Figlio – surfer

## Fabuła
Zach, dwudziestodwuletni artysta, mieszka na prowincji wraz z promiskuityczną siostrą Jeanne, jej pięcioletnim synem Codym oraz zmęczonym życiem ojcem-kaleką. Pracuje w niewielkiej restauracji, w wolnych chwilach maluje, jeździ na deskorolce, surfuje oraz spotyka się z przyjaciółmi – w tym z imprezowiczem Gabe'em i swoją dziewczyną, Tori, z którą od wielu już lat mu się nie układa.
Życie Zacha odmienia się, gdy w rodzinne strony powraca Shaun, brat Gabe’a, scenarzysta z Los Angeles. Zach i Shaun, dawni przyjaciele, zaczynają ponownie się spotykać; umawiają się na wypady na plażę, tam wspólnie surfują. Shaun jest zdeklarowanym gejem i z czasem Zach decyduje się od niego odizolować; nie chce bowiem, by małomiasteczkowe społeczeństwo posądziło go o homoseksualizm. W dążeniu do postawionego celu nie przeszkadza mu nawet fakt, że w przeciągu kilku dni zbliżył się do Shauna, tym samym odkrywając swoje preferencje seksualne. Problemy młodego artysty nie kończą się jednak tylko na krępującym uczuciu – Zach jest również perfidnie wykorzystywany przez siostrę, która wysługuje się nim w opiece nad Codym.
Sprawy komplikują się aż nadto, gdy główny bohater filmu zdaje sobie sprawę, że kocha Shauna. Staje przed dylematem moralnym.

## Produkcja
Film nakręcono w przeciągu dwudziestu jeden dni w Kalifornii. Lokacje atelierowe obejmowały przede wszystkim Laguna Beach i dzielnicę Los Angeles San Pedro, choć także Malibu oraz Bel Air.
Materiały ilustracyjne i inne dzieła (w tym te z dziedziny street-artowej) autorstwa głównego bohatera Zacha, przedstawione w filmie, w istocie zostały stworzone przez Ryana Graeffa, artystę z Los Angeles, którego twórczość pojawia się w całym regionie kalifornijskim, a także była prezentowana na łamach magazynu The Restitution Press.
Filmowa ścieżka dźwiękowa zawiera, między innymi, utwory specjalnie skomponowane przez piosenkarza i autora tekstów z Nashville, Shane’a Macka.
By przeczytać więcej na temat soundtracku, patrz niżej.

## Wydanie filmu
- Stany Zjednoczone

Shelter swoją światową premierę odnotował podczas 31. Frameline Film Festival, dnia 16 czerwca 2007 roku. Premiera kinowa filmu odbyła się 24 lipca 2008 r., pomimo iż blisko dwa miesiące wstecz – 27 maja – wydano go na DVD (wydanie to obejmowało komentarze twórcy, Jonaha Markowitza, oraz członków obsady, Brada Rowe’a i Trevora Wrighta), a w maju tegoż roku miała też miejsce jego premiera telewizyjna.
- Wielka Brytania

11 sierpnia 2008 roku film wydano na DVD w Wielkiej Brytanii.
- Polska

W Polsce film jak dotąd nie odnalazł swojego oficjalnego dystrybutora.

## Nagrody
- GLAAD Media Awards – nagroda w kategorii wybitny film – wydanie ograniczone, 2009
- Seattle Lesbian & Gay Film Festival – nagroda w kategorii najlepszy debiutujący reżyser (Jonah Markowitz), 2007
- Seattle Lesbian & Gay Film Festival – nagroda w kategorii ulubiony narracyjny film fabularny, 2007
- Vancouver Queer Film Festival – nagroda People’s Choice w kategorii najlepszy film fabularny, 2007
- Tampa International Gay and Lesbian Film Festival – nagroda w kategorii najlepszy aktor (Trevor Wright), 2007
- Tampa International Gay and Lesbian Film Festival – Nagroda Audiencji w kategorii najlepsze zdjęcia (Joseph White), 2007
- Philadelphia International Gay & Lesbian Film Festival – Specjalna Nagroda dla „debiutującego reżysera” (Jonah Markowitz), 2007
- Dallas OUT TAKES – nagroda w kategorii najlepszy film, 2007
- Outfest – nagroda HBO dla „wybitnego, debiutanckiego, dramatycznego filmu fabularnego” (Jonah Markowitz), 2007
- Melbourne Queer Film Festival – Nagroda Audiencji w kategorii najlepszy film fabularny, 2007

## Ścieżka dźwiękowa
Album ze ścieżką dźwiękową z filmu, zatytułowany Shelter O.S.T., wydany został w 2008 roku.

### Lista utworów
| Track # | Tytuł artysty            | Artysta                            |
| ------- | ------------------------ | ---------------------------------- |
| 1/14    | „Lie to Me”              | Shane Mack                         |
| 2/14    | „More Than This”         | Shane Mack                         |
| 3/14    | „Reflections”            | Todd Hannigan                      |
| 4/14    | „Darkness Descends”      | Matthew Popieluch                  |
| 5/14    | „No One's Home”          | Brett Cookingham & Matt Pavolaitis |
| 6/14    | „Time to Time”           | Stewart Lewis                      |
| 7/14    | „Teenage Romanticide”    | Dance Yourself To Death            |
| 8/14    | „What Do You Believe In” | The Vengers                        |
| 9/14    | „Zach Conflicted”        | J. Peter Robinson                  |
| 10/14   | „I Like That”            | Shane Mack                         |
| 11/14   | „Pirate Sounds”          | Matthew Popieluch                  |
| 12/14   | „Take the Long Way Home” | Shane Mack                         |
| 13/14   | „Goin' Home”             | Bill Ferguson                      |
| 14/14   | „Sad Montage”            | J. Peter Robinson                  |